# Guowang
Guowang, también conocido como Hulianwang y Xingwang, es una megaconstelación china de internet satelital en órbita baja planificada para crear un sistema de cobertura mundial de internet. Fue creado por CASIC, una empresa respaldada por la CAST. El proyecto se inició en 2022 como rival de la constelación de satélites Starlink instalada por SpaceX y se prevé que esté compuesto por más de 13.000 satélites al finalizar el proyecto.
Se espera que alrededor de 6.000 de los satélites planificados orbiten entre 500 y 600 km, comparable a Starlink, y alrededor de 7.000 en una órbita más alta, alrededor de 1.145 km. Todos los satélites lanzados hasta ahora se han colocado en las órbitas más altas del segundo grupo, alrededor de 1,145 km, o en una órbitas alrededor de 900 km.
Desde abril de 2025, el programa ha lanzado 14 satélites Hulianwang Jishu Shiyan, 3 satélites Hulianwang Gaogui y 29 satélites Hulianwang operativos. Los satélites Hulianwang Jishu Shiyan son para probar la tecnología de los satélites Hulianwang operativos y los satélites Hulianwang Gaogui son una variante GEO de la constelación de satélites Guowang.

## Lanzamientos
| Fecha                   | Hora (UTC) | Cohete               | Sitio de lanzamiento | Grupo               | Órbita | Número de satélites | Estado      |
| ----------------------- | ---------- | -------------------- | -------------------- | ------------------- | ------ | ------------------- | ----------- |
| 16 de diciembre de 2024 | 10:00      | Long March 5B / YZ-2 | WSLS, LC-1           | SatNet LEO Group 01 | Polar  | Hulianwang 1 - 10   | Operacional |
| 11 de febrero de 2025   | 09:30      | Long March 8A        | WSLS, LC-2           | SatNet LEO Group 02 | LEO    | Hulianwang 11 - 19  | Operacional |
| 28 de abril de 2025     | 20:10      | Long March 5B / YZ-2 | WSLS, LC-1           | SatNet LEO Group 03 | Polar  | Hulianwang 20 - 29  | Operacional |
| 5 de junio de 2025      | 20:45      | Long March 6A        | Taiyuan, LA-9A       | SatNet LEO Group 04 | Polar  | Hulianwang 30 - 34  | Operacional |
| 27 de julio de 2025     | 10:03      | Long March 6A        | Taiyuan, LA-9A       | SatNet LEO Group 05 | Polar  | Hulianwang 35 - 39  | Operacional |
| 30 de julio de 2025     | 07:49      | Long March 8A        | WCSLS, LC-1          | SatNet LEO Group 06 | LEO    | Hulianwang 40 - 48  | Operacional |
| 4 de agosto de 2025     | 10:21      | Long March 12        | WCSLS, LC-2          | SatNet LEO Group 07 | LEO    | Hulianwang 49 - 57  | Operacional |
| 13 de agosto de 2025    | 06:43      | Long March 5B / YZ-2 | WSLS, LC-1           | SatNet LEO Group 08 | Polar  | Hulianwang 58 - 67  | Operacional |
| 17 de agosto de 2025    | 14:15      | Long March 6A        | Taiyuan, LA-9A       | SatNet LEO Group 09 | LEO    | Hulianwang 68 - 72  | Operacional |

### Otros lanzamientos relacionados
| Fecha                   | Hora (UTC) | Cohete                | Sitio de lanzamiento                     | Vuelo N° | Órbita | Número de satélites                 | Estado               |
| ----------------------- | ---------- | --------------------- | ---------------------------------------- | -------- | ------ | ----------------------------------- | -------------------- |
| 9 de julio de 2023      | 11:00      | Long March 2C / YZ-1S | JSLC, SLS-2                              | 2C-Y52   | LEO    | Hulianwang Jishu Shiyan 1A, B       | Operacional          |
| 23 de noviembre de 2023 | 10:00      | Long March 2D / YZ-3  | XSLC, LC-3                               | 2D-Y59   | LEO    | Hulianwang Jishu Shiyan 2A, B, C    | Operacional          |
| 5 de diciembre de 2023  | 19:24      | Jielong 3             | Plataforma Bo Run Jiu Zhou, Mar Amarillo | Y2       | LEO    | Hulianwang Jishu Shiyan 3A          | Operacional          |
| 30 de diciembre de 2023 | 00:13      | Long March 2C / YZ-1S | JSLC, SLS-2                              | 2C-Y73   | LEO    | Hulianwang Jishu Shiyan 4A, B, C    | Operacional          |
| 29 de febrero de 2024   | 13:03      | Long March 3B/E       | XSLC, LC-2                               | 3B-Y95   | GEO    | Hulianwang Gaogui 01                | Operacional          |
| 1 de agosto de 2024     | 13:14      | Long March 3B/E       | XSLC, LC-2                               | 3B-Y97   | GEO    | Hulianwang Gaogui 02                | Operacional          |
| 10 de octubre de 2024   | 13:50      | Long March 3B/E       | XSLC, LC-2                               | 3B-Y99   | GEO    | Hulianwang Gaogui 03                | Operacional          |
| 30 de noviembre de 2024 | 14:25      | Long March 12         | WCSLS, LC-2                              | Y1       | LEO    | Hulianwang Jishu Shiyan 5A          | Operacional          |
| 1 de abril de 2025      | 04:00      | Long March 2D         | JSLC, SLS-2                              | 2D-Y78   | LEO    | Hulianwang Jishu Shiyan 6A, B, C, D | Operacional          |
| 15 de agosto de 2025    | 01:17      | Zhuque-2E             | JSLC, LS-96                              | Y3       | LEO    | Hulianwang Jishu Shiyan × 4         | Fallo de lanzamiento |